# Selimiye (Marmaris)
Selimiye ist ein Dorf auf der Bozburunhalbinsel im Kreis Marmaris der Provinz Muğla im Südwesten der Türkei. Das Dorf hatte 2010 1.039 Einwohner.

## Geschichte
In römischer Zeit lag in der Nähe des heutigen Selimiye die Stadt Hydras an der Bucht von Schoenus.

## Tourismus
Selimiye wird wegen seiner reizvollen und abgelegenen Lage im Golf von Hisaronü im Sommer von motorisierten Segelbooten der Gulet-Bauart angelaufen.